# Campo Verde
Campo Verde là một đô thị thuộc bang Mato Grosso, Brasil. Đô thị này có diện tích 4794,555 km², dân số năm 2007 là 26056 người, mật độ 5,43 người/km².